# Fleur Lewis
Fleur Lewis (3 de diciembre de 2003) es un deportista británica que compite en natación, especialista en el estilo libre. Ganó dos medallas en el Campeonato Europeo de Natación de 2024, plata en 800 m libre y bronce en 1500 m libre.

## Palmarés internacional
| Campeonato Europeo | Campeonato Europeo | Campeonato Europeo | Campeonato Europeo |
| Año                | Lugar              | Medalla            | Prueba             |
| ------------------ | ------------------ | ------------------ | ------------------ |
| 2024               | Belgrado (Serbia)  | Medalla de plata   | 800 m libre        |
| 2024               | Belgrado (Serbia)  | Medalla de bronce  | 1500 m libre       |